# Збігнєв Марцін Ковалевський
Збіґнєв Марцін Ковалевський (пол. Zbigniew Marcin Kowalewski; нар. 1943) — польський громадський діяч лівих поглядів, троцькіст, автор книг і статей, перекладач.
У 1981 році був обраний до Президії Правління Лодзинського Регіону НСПС «Солідарність», був делегатом першого з'їзду «Солідарності». Виступав за створення органів робітничого самоврядування, що мали керувати процесами прийняття рішень на підприємствах. У той же час, що й до «Солідарності», Ковалевський вступив до Четвертого Інтернаціоналу, до якого належить і сьогодні.
У період воєнного стану в Польщі 1981—1983 опинився в еміграції у Франції. Спроба депортувати його звідти викликала протести лівих, зокрема масштабну кампанію підтримки з боку французької секції Четвертого Інтернаціоналу і, як наслідок, продовження посвідки на проживання. Ковалевський був автором низки статей на сторінках польськомовного органу Об'єднаного Секретаріату IV Інтернаціоналу «Inprekor», який видавали у Франції і перевозили до Польщі в період 1982—1989.
Переклав польською книжки Ізабель Альєнде «Будинок духів», Саміра Аміна «Гнилий капіталізм» і Даніеля Бенсаїда «Витіснені». Автор книг, зокрема: «Латиноамериканська герилья», «Реп. Між Малкольмом Х і гангстерською субкультурою».
Ковалевський є головним редактором піврічника «Rewolucja», заступником головного редактора польського видання Le Monde Diplomatique, співробітником піврічника «Lewą Nogą» і тижневика «Трибуна Робітнича». Постійно співпрацює з інтернет-порталом Viva Palestyna. Член Польської робітничої партії та Комітету допомоги і захисту репресованих робітників.